# Pierre Canivet
Pierre Henri Canivet, znany także jako Jacques Canivet (ur. 22 maja 1890 w Paryżu, zm. 25 stycznia 1982 w Garches) – francuski curler.
Canivet wystąpił na pierwszych zimowych igrzyskach olimpijskich. Zagrywał piąte i szóste kamienie w zespole Fernanda Cournolleta. Gospodarze ulegli Szwedom (Carl Wilhelm Petersén) 10:19 i Brytyjczykom (William Jackson) 4:46. Uplasowali się na najniższym stopniu podium przegrywając ze Szwecją 10:18 mecz o srebro.

## Drużyna
- Fernand Cournollet – czwarty, skip
- Armand Isaac-Bénédic – drugi
- Georges André – otwierający
- Henri Aldebert – rezerwowy
- Robert Planque – rezerwowy